# Шойкаполда
Шойкаполда — река в России, протекает по Пудожскому району Карелии. Устье реки находится в 43 км по правому берегу реки Нетома, на границе с Плесецким районом Архангельской области. Длина реки составляет 16 км, площадь водосборного бассейна — 60,4 км².
Протекает вдали от населённых пунктов.

## Данные водного реестра
По данным государственного водного реестра России относится к Балтийскому бассейновому округу, водохозяйственный участок реки — Водла, речной подбассейн реки — Свирь (включая реки бассейна Онежского озера). Относится к речному бассейну реки Нева (включая бассейны рек Онежского и Ладожского озера).
Код объекта в государственном водном реестре — 01040100412102000016531.